# Cattleya
Cattleya és un gènere d'orquídies amb unes 113 espècies. Són originàries de la zona tropical d'Amèrica des de Costa Rica cap al sud. L'any 1824, John Lindley va donar nom al gènere en honor de sir William Cattley, que va cultivar l'espècie Cattleya labiata. Aquest gènere s'abreuja en C en les revistes comercials especialitzades.
Es fan servir de planta d'interior per les seves flors grosses i vistoses, i també se n'han fet molts híbrids per a flor tallada. Les flors dels híbrids varien la mida des de 5 a 15 cm o més. N'hi ha de tots colors, excepte l'autèntic blau i el negre.
La flor típica té tres sèpals estrets i tres pètals més amples, dos pètals s'assemblen l'un a l'altre i el tercer pètal té un vistós llavi, amb diverses marques i uns marges. Els marges estan soldats a la base formant un tub. Cada tija floral s'origina d'un pseudobulb. El nombre de flors varia des d'una o dues fins a, de vegades, deu.

## Algunes espècies
El terme Cattleya s'aplica a les espècies i també als seus híbrids.

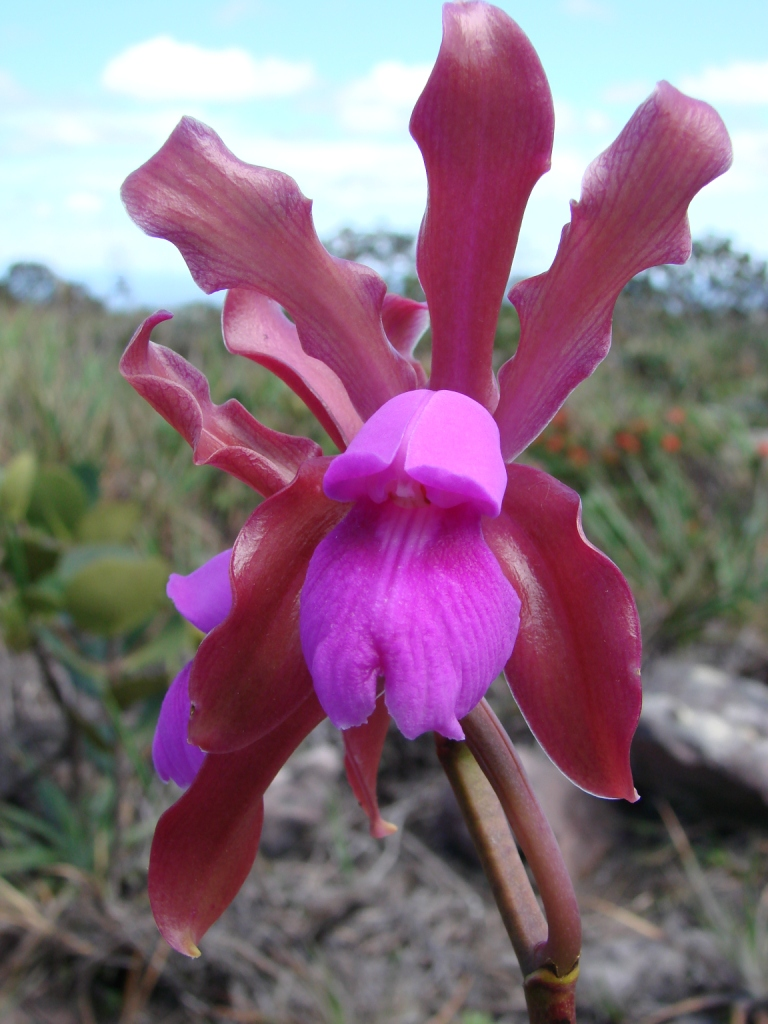
Cattleya elongata

- C. aclandiae: Lady Ackland's Cattleya (Brasil).
- C. amethystoglossa: Amethyst-lipped Cattleya (Brasil).
- C. araguaiensis: Cattleya from Araguaia river (Brasil) = Cattleyella araguaiensis (Pabst) van den Berg & M. W. Chase.
- C. aurantiaca: Orange Cattleya (Mèxic, Amèrica central) = Guarianthe aurantiaca, (vegeu Guarianthe).
- C. aurea: Golden-yellow Cattleya (Panamà, Colòmbia). Pseudobulb epífita.
- C. bicolor: Bicolored Cattleya (SE. Brasil).
  - Cattleya bicolor subsp. bicolor (Brasil). Pseudobulb epífita.
  - Cattleya bicolor subsp. canastrensis (Brasil). Pseudobulb epífita.
  - Cattleya bicolor subsp. minasgeraiensis (Brasil). Pseudobulb epífita.
- C. candida (Colòmbia).
- C. dormaniana: (Brasil).
- C. dowiana: (Costa Rica).
- C. elongata: Cattleya amb la tija allargada (Brasil). 2n = 80.[2]
- C. forbesii: (Brasil).
- C. gaskelliana (Colòmbia i Veneçuela)
- C. labiata: (Brasil).
- C. mendelii: de Mendel (NE. de Colòmbia).
- C. trianae: Flor de Mayo (Colòmbia).
- C. velutina: (Brasil) 2n = 40.[3]
- C. warscewiczii: de Warscewicz (Colòmbia).

L'any 2009, el gènere Sophronitis es va fusionar amb Cattleya, i s'hi afegiren les espècies següents (algunes de les quals pertanyen al gènere Sophronitis sensu MCMXCIX, i moltes de les quals pertanyen al gènere Laelia sensu MCMXCIX:

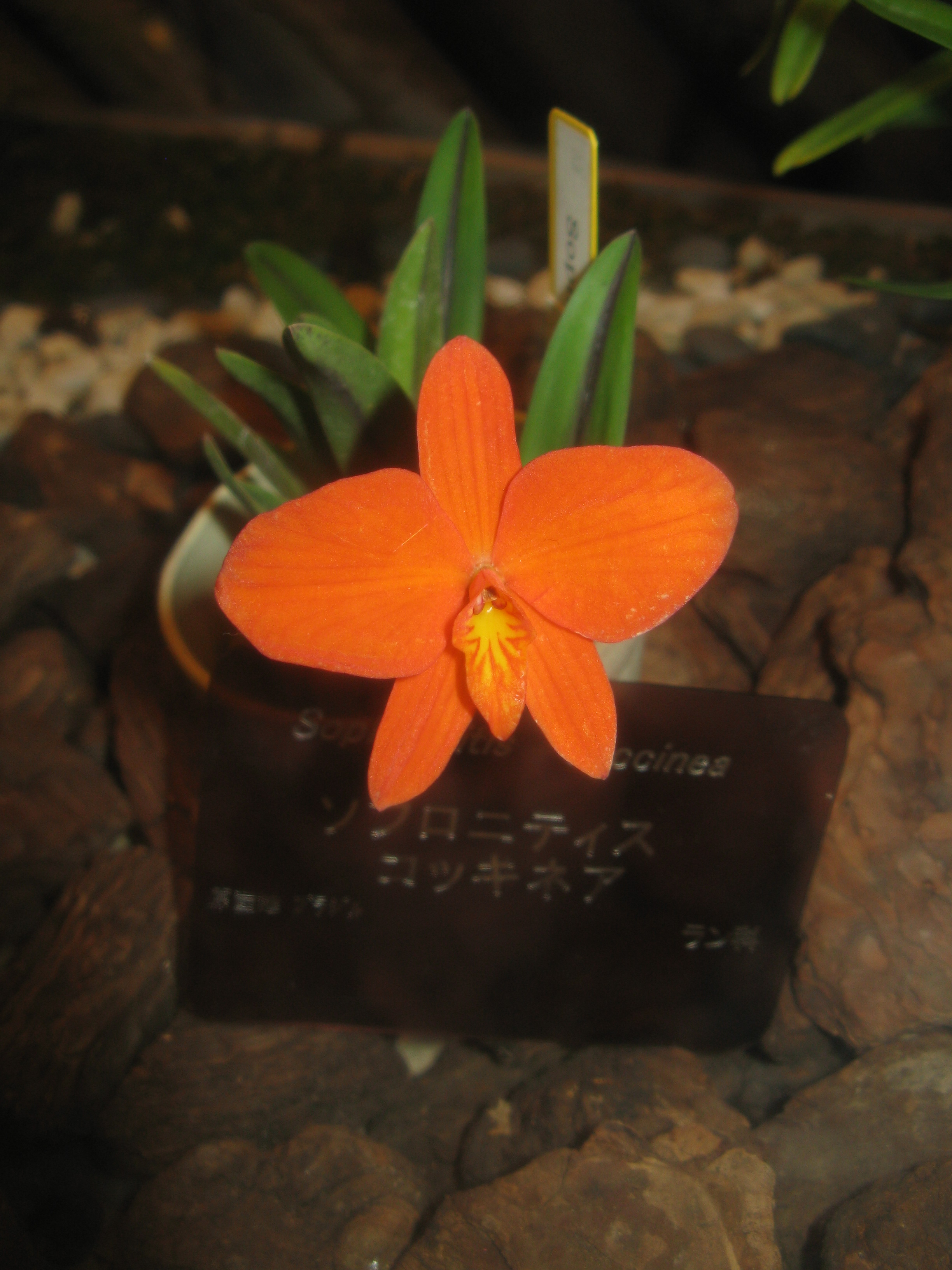
Cattleya (Sophronitis) coccinea

- C. acuensis (Fowlie) Van den Berg, 2008: Açu Sophronitis (Brasil - Rio de Janeiro).
- C. alaorii (Brieger & Bicalho 1976) Van den Berg, 2008: d'Alaor (Brasil - Bahia).
- C. alagoensis (V. P. Castro & Chiron) Van den Berg, 2008: (Brasil - Alagoas)

## Híbrids
Hi ha diversos híbrids naturals a més de les hibridacions artificials. Entre els híbrids artificials més populars, hi ha els Brassolaeliocattleya (Blc.) i Sophrolaeliocattleya (Slc.).